# Vòng loại Giải vô địch bóng đá thế giới 2022 – Khu vực châu Âu (Bảng D)
Bảng D là 1 trong 10 bảng đấu tại vòng loại World Cup khu vực châu Âu, đóng vai trò xác định những đội giành quyền dự vòng chung kết World Cup 2022 ở Qatar. Bảng D gồm có 5 đội: Pháp, Ukraina, Phần Lan, Bosnia và Hercegovina và Kazakhstan. Các đội sẽ thi đấu vòng tròn 2 lượt sân nhà - sân khách.
Đội nhất bảng sẽ giành vé trực tiếp đến World Cup 2022, trong khi đội nhì bảng sẽ giành quyền dự vòng 2 (play-offs).

## Bảng xếp hạng
| VT | Đội                  | ST | T | H | B | BT | BB | HS  | Đ  | Giành quyền tham dự |     | Pháp | Ukraina | Phần Lan | Bosna và Hercegovina | Kazakhstan |
| -- | -------------------- | -- | - | - | - | -- | -- | --- | -- | ------------------- | --- | ---- | ------- | -------- | -------------------- | ---------- |
| 1  | Pháp                 | 8  | 5 | 3 | 0 | 18 | 3  | +15 | 18 | FIFA World Cup 2022 |     |      | 1–1     | 2–0      | 1–1                  | 8–0        |
| 2  | Ukraina              | 8  | 2 | 6 | 0 | 11 | 8  | +3  | 12 | Vòng 2              |     | 1–1  |         | 1–1      | 1–1                  | 1–1        |
| 3  | Phần Lan             | 8  | 3 | 2 | 3 | 10 | 10 | 0   | 11 |                     |     | 0–2  | 1–2     |          | 2–2                  | 1–0        |
| 4  | Bosna và Hercegovina | 8  | 1 | 4 | 3 | 9  | 12 | −3  | 7  |                     | 0–1 | 0–2  | 1–3     |          | 2–2                  |            |
| 5  | Kazakhstan           | 8  | 0 | 3 | 5 | 5  | 20 | −15 | 3  |                     | 0–2 | 2–2  | 0–2     | 0–2      |                      |            |

## Các trận đấu
Lịch thi đấu được công bố bởi UEFA vào ngày 8 tháng 12 năm 2020, một ngày sau khi bốc thăm. Giờ hiển thị là giờ châu Âu/giờ mùa hè châu Âu, được liệt kê bởi UEFA (giờ địa phương, nếu có sự khác biệt, sẽ được hiển thị trong ngoặc đơn).
| Phần Lan       | 2–2                         | Bosna và Hercegovina          |
| -------------- | --------------------------- | ----------------------------- |
| Pukki 58', 77' | Report (FIFA) Report (UEFA) | - Pjanić 55' - Stevanović 84' |

| Pháp          | 1–1                         | Ukraina       |
| ------------- | --------------------------- | ------------- |
| Griezmann 19' | Report (FIFA) Report (UEFA) | Sydorchuk 57' |

| Kazakhstan | 0–2                         | Pháp                             |
| ---------- | --------------------------- | -------------------------------- |
|            | Report (FIFA) Report (UEFA) | - Dembélé 19' - Malyi 44' (l.n.) |

| Ukraina      | 1–1                         | Phần Lan            |
| ------------ | --------------------------- | ------------------- |
| - Moraes 80' | Report (FIFA) Report (UEFA) | - Pukki 89' (ph.đ.) |

| Bosna và Hercegovina | 0–1                         | Pháp            |
| -------------------- | --------------------------- | --------------- |
|                      | Report (FIFA) Report (UEFA) | - Griezmann 60' |

| Ukraina         | 1–1                         | Kazakhstan     |
| --------------- | --------------------------- | -------------- |
| - Yaremchuk 20' | Report (FIFA) Report (UEFA) | - Muzhikov 59' |

| Kazakhstan             | 2–2                         | Ukraina                      |
| ---------------------- | --------------------------- | ---------------------------- |
| - Valiullin 74', 90+6' | Report (FIFA) Report (UEFA) | - Yaremchuk 2' - Sikan 90+3' |

| Pháp            | 1–1                         | Bosna và Hercegovina |
| --------------- | --------------------------- | -------------------- |
| - Griezmann 40' | Report (FIFA) Report (UEFA) | - Džeko 36'          |

| Phần Lan         | 1–0                         | Kazakhstan |
| ---------------- | --------------------------- | ---------- |
| - Pohjanpalo 60' | Report (FIFA) Report (UEFA) |            |

| Ukraina          | 1–1                         | Pháp          |
| ---------------- | --------------------------- | ------------- |
| - Shaparenko 44' | Report (FIFA) Report (UEFA) | - Martial 51' |

| Bosna và Hercegovina              | 2–2                         | Kazakhstan                     |
| --------------------------------- | --------------------------- | ------------------------------ |
| - Pjanić 74' (ph.đ.) - Menalo 86' | Report (FIFA) Report (UEFA) | - Kuat 52' - Zaynutdinov 90+5' |

| Pháp                 | 2–0                         | Phần Lan |
| -------------------- | --------------------------- | -------- |
| - Griezmann 25', 53' | Report (FIFA) Report (UEFA) |          |

| Kazakhstan | 0–2                         | Bosna và Hercegovina |
| ---------- | --------------------------- | -------------------- |
|            | Report (FIFA) Report (UEFA) | - Prevljak 25', 66'  |

| Phần Lan    | 1–2                         | Ukraina                         |
| ----------- | --------------------------- | ------------------------------- |
| - Pukki 29' | Report (FIFA) Report (UEFA) | - Yarmolenko 4' - Yaremchuk 34' |

| Kazakhstan | 0–2                         | Phần Lan         |
| ---------- | --------------------------- | ---------------- |
|            | Report (FIFA) Report (UEFA) | - Pukki 45', 48' |

| Ukraina          | 1–1                         | Bosna và Hercegovina |
| ---------------- | --------------------------- | -------------------- |
| - Yarmolenko 15' | Report (FIFA) Report (UEFA) | - Ahmedhodžić 77'    |

| Bosna và Hercegovina | 1–3                         | Phần Lan                                  |
| -------------------- | --------------------------- | ----------------------------------------- |
| - Menalo 69'         | Report (FIFA) Report (UEFA) | - Forss 29' - Lod 51' - O'Shaughnessy 73' |

| Pháp                                                                               | 8–0                         | Kazakhstan |
| ---------------------------------------------------------------------------------- | --------------------------- | ---------- |
| - Mbappé 6', 12', 32', 87' - Benzema 55', 59' - Rabiot 75' - Griezmann 84' (ph.đ.) | Report (FIFA) Report (UEFA) |            |

| Bosna và Hercegovina | 0–2                         | Ukraina                      |
| -------------------- | --------------------------- | ---------------------------- |
|                      | Report (FIFA) Report (UEFA) | - Zinchenko 59' - Dovbyk 79' |

| Phần Lan | 0–2                         | Pháp                       |
| -------- | --------------------------- | -------------------------- |
|          | Report (FIFA) Report (UEFA) | - Benzema 66' - Mbappé 76' |

## Danh sách cầu thủ ghi bàn
Đã có 53 bàn thắng ghi được trong 20 trận đấu, trung bình 2.65 bàn thắng mỗi trận đấu.
6 bàn thắng
- Teemu Pukki
- Antoine Griezmann

5 bàn thắng
- Kylian Mbappé

3 bàn thắng
- Karim Benzema
- Roman Yaremchuk

2 bàn thắng
- Luka Menalo
- Miralem Pjanić
- Smail Prevljak
- Ruslan Valiullin
- Andriy Yarmolenko

1 bàn thắng
- Anel Ahmedhodžić
- Edin Džeko
- Miroslav Stevanović
- Marcus Forss
- Robin Lod
- Daniel O'Shaughnessy
- Joel Pohjanpalo
- Ousmane Dembélé
- Anthony Martial
- Adrien Rabiot
- Islambek Kuat
- Serikzhan Muzhikov
- Bakhtiyar Zaynutdinov
- Artem Dovbyk
- Júnior Moraes
- Mykola Shaparenko
- Danylo Sikan
- Serhiy Sydorchuk
- Oleksandr Zinchenko

1 bàn phản lưới nhà
- Serhiy Maliy (trong trận gặp Pháp)

## Án treo giò
Một cầu thủ sẽ bị treo giò ở trận đấu tiếp theo nếu phạm các lỗi sau đây:
- Nhận thẻ đỏ (Án phạt vì thẻ đỏ có thể được tăng lên nếu phạm lỗi nghiêm trọng)
- Nhận 2 thẻ vàng ở 2 trận đấu khác nhau (Án phạt vì thẻ vàng được áp dụng đến vòng play-offs, nhưng không áp dụng ở vòng chung kết hay những trận đấu quốc tế khác trong tương lai)

| Cầu thủ              | Đội tuyển             | Thẻ phạt                                                                        | Treo giò                                     |
| -------------------- | --------------------- | ------------------------------------------------------------------------------- | -------------------------------------------- |
| Bosna và Hercegovina | Amir Hadžiahmetović   | v Pháp (31 tháng 3 năm 2021) · v Pháp (1 tháng 9 năm 2021)                      | v Kazakhstan (7 tháng 9 năm 2021)            |
| Bosna và Hercegovina | Dennis Hadžikadunić   | v Pháp (31 tháng 3 năm 2021) · v Kazakhstan (7 tháng 9 năm 2021)                | v Kazakhstan (9 tháng 10 năm 2021)           |
| Phần Lan             | Glen Kamara           | v Bosna và Hercegovina (24 tháng 3 năm 2021) · v Ukraina (28 tháng 3 năm 2021)  | v Kazakhstan (4 tháng 9 năm 2021)            |
| Phần Lan             | Jukka Raitala         | v Bosna và Hercegovina (13 tháng 11 năm 2021)                                   | v Pháp (16 tháng 11 năm 2021)                |
| Phần Lan             | Rasmus Schüller       | v Bosna và Hercegovina (24 tháng 3 năm 2021) · v Pháp (7 tháng 9 năm 2021)      | v Ukraina (9 tháng 10 năm 2021)              |
| Phần Lan             | Jere Uronen           | v Wales ở UEFA Nations League 2020–21 (18 tháng 11 năm 2020)                    | v Bosna và Hercegovina (24 tháng 3 năm 2021) |
| Pháp                 | Jules Koundé          | v Bosna và Hercegovina (1 tháng 9 năm 2021)                                     | v Ukraina (4 tháng 9 năm 2021)               |
| Kazakhstan           | Islambek Kuat         | v Litva ở UEFA Nations League 2020–21 (18 tháng 11 năm 2020)                    | v Pháp (28 tháng 3 năm 2021)                 |
| Kazakhstan           | Stas Pokatilov        | v Ukraina (31 tháng 3 năm 2021) · v Ukraina (1 tháng 9 năm 2021)                | v Phần Lan (4 tháng 9 năm 2021)              |
| Kazakhstan           | Vladislav Vasilyev    | v Ukraina (1 tháng 9 năm 2021) · v Bosna và Hercegovina (7 tháng 9 năm 2021)    | v Bosna và Hercegovina (9 tháng 10 năm 2021) |
| Kazakhstan           | Yan Vorogovsky        | v Ukrainq (31 tháng 3 năm 2021) · v Phần Lan (12 tháng 10 năm 2021)             | v Pháp (13 tháng 11 năm 2021)                |
| Kazakhstan           | Bakhtiyar Zaynutdinov | v Bosna và Hercegovina (7 tháng 9 năm 2021) · v Phần Lan (12 tháng 10 năm 2021) | v Pháp (13 tháng 11 năm 2021)                |
| Ukraina              | Vitaliy Mykolenko     | v Phần Lan (28 tháng 3 năm 2021)                                                | v Kazakhstan (31 tháng 3 năm 2021)           |
| Ukraina              | Oleksandr Zinchenko   | v Kazakhstan (31 tháng 3 năm 2021) · v Kazakhstan (1 tháng 9 năm 2021)          | v Pháp (4 tháng 9 năm 2021)                  |